# Antonio Pelle
Antonio Pelle, detto Ntoni Gambazza (San Luca, 1º marzo 1932 – Locri, 4 novembre 2009), è stato un mafioso italiano della 'ndrangheta e capo della cosca Pelle di San Luca.

## Biografia
Quarto figlio di una famiglia molto povera di San Luca, fin da piccolo svolge l'attività di pastore senza frequentare neanche la scuola elementare. Nel 1957 fu accusato di furto ma rilasciato per insufficienza di prove. L'anno successivo fu colpito a una gamba da un colpo di fucile. Nel 1959 fu assolto dall'accusa di possesso illegale di arma da fuoco. Nel 1961 fu arrestato per omicidio, tentato omicidio e cospirazione criminale. Fu rilasciato perché erano scaduti i termini della detenzione nel 1970. Si sposerà con Giuseppa Giampaolo ed avrà dei figli.
La corte d'appello per l'omicidio di Sebastiano Pizzata gli inflisse 11 anni, 11 mesi e 11 giorni di reclusione. Fu per due anni nel carcere dell'isola di Pianosa in Toscana per poi essere tradotto in un carcere pugliese. Da lì nel febbraio del 1971 si diede latitante finché non fu arrestato una notte lungo la fiumara di Benestare nel novembre del 1977 da tre carabinieri di pattuglia. In quel periodo avrà altri tre figli. Nel 1981 otterrà la grazia dal Presidente della Repubblica Sandro Pertini e la libertà vigilata. Da quell'anno in poi, secondo alcuni pentiti, sarebbe diventato capo-società del Locale di San Luca e inizia a lavorare come operaio forestale.

### Faida di Motticella
Nel 1985 esplode a Motticella, frazione di Bruzzano Zeffirio e Africo una faida in seno alla famiglia Mollica-Morabito-Palamara-Scriva per la gestione del sequestro della farmacista Concettina Infantino. Uno dei due clan si sarebbe intascato dei soldi senza riferire niente all'altro e inoltre il rifugio in cui fu nascosta era sito in un terreno di una cosca che non fu pagata per aver dato la disponibilità del luogo. Si conclude nel 1990 con 50 morti tra cui per la prima volta per l'area di Africo anche una donna e l'intervento di Giuseppe Morabito e Antonio Pelle.

### Traffico di droga
Il primo febbraio 1988 Antonio Pelle viene individuato al bar Lyons di Buccinasco, vicino a Milano, insieme con Giuseppe Morabito e Antonio Papalia probabilmente per definire le modalità per un traffico di eroina con la Turchia gestito dal trafficante conosciuto come Manolo, che gestiva anche un narcotraffico proveniente da Atene in Grecia.
A conclusione dell'operazione Lady O degli anni 1990, che prende il nome dall'omonima nave che trasportava droga nel Mediterraneo per conto della 'ndrangheta, emerge nuovamente il sodalizio di Pelle con Morabito che insieme con i Romeo ed elementi della Sacra Corona Unita incominciarono dal dicembre 1991 l'organizzazione di un traffico internazionale di hashish. Attraverso il narcotrafficante George Seaman e Antonino Giglione (collaboratore dal 1997) avevano incontrano in Libano e a Tangeri in Marocco trafficanti di oppio e hashish. Da lì la Lady O portava la merce sulle coste calabresi.
Una riunione sul suddetto traffico sarebbe avvenuta nella Piana di Gioia Tauro per una partita di 100 kg di eroina, 30 quintali di hashish e 300 milioni di lire in bombe, kalašnikov, mitragliatrici Uzi e bazooka monouso che sarebbero stati depositati in un cementificio di Africo.
Un'altra rotta segnata dai traffici dei Pelle, dei Romeo e dei Morabito era quella olandese, da Amsterdam, dei camion portavano la droga in un ristorante milanese in Via Gluck.
È stato condannato definitivamente a 26 anni di reclusione per traffico di stupefacenti e associazione per delinquere di stampo mafioso. Riforniva i Pesce di eroina a basso prezzo. La sua famiglia fa anche parte dei Nirta.

### Ai vertici della 'ndrangheta
In dieci processi fu difeso dall'avvocato Giovanni Leone e fu assolto ben nove volte. Nella struttura gerarchica aveva la dote di vangelo.
Nel 1999, secondo il pentito Francesco Fonti, avrebbe ricoperto anche la carica di Capocrimine nella Provincia succedendo ad Antonio Nirta.
Dal 2000 è latitante e deve scontare una pena di 21 anni di carcere, viene inserito nell'elenco dei latitanti di massima pericolosità.
Il 10 giugno 2002 viene assolto definitivamente di essere una figura apicale in seno alla 'ndrangheta. Dal 23 giugno 2004 viene condannato in via definitiva a 26 anni di carcere.

### Faida di San Luca
Antonio Pelle provò a fare da paciere in quella che viene definita come la Faida di San Luca, scoppiata il 10 febbraio 1991, ma riuscì solo a fare in modo di non coinvolgere la sua 'ndrina, i Pelle "Vanchelli". Per sottolineare questo fatto, nel 2007, dopo la strage di Duisburg, chiede ai suoi familiari in libertà di inviare una lettera al quotidiano Gazzetta del Sud per chiarire che gli omicidi perpetrati a causa della faida non sono da imputare a membri della sua famiglia.

### Arresto e morte
Il figlio, Salvatore Pelle è stato arrestato il 10 marzo 2007.
Invece la latitanza di Antonio Pelle fu organizzata e protetta dalla famiglia Varone di Maropati. Dopo circa nove anni di fuga, il 12 giugno 2009 i carabinieri lo arrestarono a Polistena (RC) con un blitz, cogliendolo mentre era ricoverato in ospedale per un’ernia strozzata. Alla cattura ha detto: "È tutto finito, è tutto finito". Dovrà scontare 21 anni di carcere, ma a causa della sua malattia dopo pochi mesi viene messo agli arresti domiciliari.
Ad agosto 2009 sua nipote Elisa Pelle, figlia di Giuseppe Pelle si sposa con Giuseppe Barbaro, figlio di Pasquale Barbaro detto "U castanu". Il matrimonio si tenne al Parco D'Aspromonte a Platì e all'Euro Hotel di Marina di Ardore.
Il matrimonio sarebbe stato usato per eleggere in maniera informale il nuovo capocrimine Domenico Oppedisano in vista della prossima riunione del Crimine a settembre durante la Festa della Madonna di Polsi. Antonio Pelle muore a 77 anni la mattina del 4 novembre 2009 presso l'ospedale di Locri, dov'era stato ricoverato la notte del 3 novembre, in seguito a un infarto.

### Omaggi
L'11 novembre 2009 tre giocatori del San Luca Calcio, squadra militante nella Prima Categoria, giocano una partita con il Bianco Calcio con il lutto al braccio. Uno di essi era un parente di Antonio Pelle. A seguito dell'evento, il questore di Reggio Calabria ha imposto al vicepresidente della squadra Giovanni Trimboli presente alla partita il divieto d'accesso allo stadio per un anno. Il Presidente della squadra, don Pino Strangio, ha dichiarato di essere all'oscuro di quanto accaduto e che avrebbe impedito quanto accaduto.

## Media
- Viene descritta la sua biografia nel terzo episodio del programma televisivo "Kings of crime" del 2017 andato in onda il 19 ottobre sulla rete televisiva Nove.[6]